# Giuditta Brozzetti
Giuditta Casini Brozzetti (Perugia, 26 settembre 1877 – 23 maggio 1975) è stata un'imprenditrice italiana.

## Inizi nel tessile
Figlia di un dipendente delle Ferrovie dello Stato Italiane e di una casalinga che si occupava di cucire per i bisogni familiari, Giuditta Casini sposa nel 1904 Enrico Brozzetti. Dal matrimonio avrà quattro figlie: Agostina, Eleonora, Clara e Gabriella e infine Gaetano. Durante la prima guerra mondiale Giuditta fu nominata direttrice delle scuole elementari del Comune di Perugia .  Fu proprio durante i numerosi giri compiuti in calesse, per ispezionare le diverse scuole della campagna perugina, che Giuditta iniziò a scoprire il mondo del tessile e i suoi prodotti. Incuriosita infatti dal rumore dei telai al lavoro, entrò nelle case dei contadini dove le donne dell'epoca portavano avanti l'antica tradizione artigianale tessile. Giuditta iniziò così a raccogliere i vari tessuti per portarli in città ed esporli alla mostra mercato permanente "Arti Decorative Italiane" in Corso Vannucci . Con la fine del conflitto mondiale, Giuditta lasciò l'incarico di direttrice, si iscrisse all'Albo degli Artigiani e nel 1921 aprì un laboratorio di tessitura a mano, a Perugia in via Baglioni al n° 24, occupandosi sia della riproduzione delle tradizionali stoffe umbre (tessuti rustici e tovaglie perugine) sia dei damaschi del passato. La donna fondò una scuola di tessitura a mano frequentata da addette al lavoro che fornivano anche dei doni per frequentare il laboratorio. Solitamente questi doni venivano lasciati nel periodo di Natale o di Pasqua. Stesso metodo veniva impiegato dalla sorella di Giuditta, Margherita Casini Lastrucci, che aveva aperto una delle migliori sartorie di Perugia.

## Il laboratorio
Il laboratorio Brozzetti si caratterizzò per essere sin dai suoi inizi un laboratorio-scuola, uno spazio di lavoro in cui le impiegate erano anche apprendiste, delle giovani alunne che non solo lavoravano, ma imparavano anche il mestiere.
I tessuti rustici venivano realizzati utilizzando i tradizionali telai manuali a pedali con quattro licci e non venivano prodotti direttamente nel laboratorio, ma nei paesini e nelle campagne perugine, ricorrendo a piccoli laboratori che lavoravano per terzi o a singole tessitrici private.
Per le tovaglie perugine e i damaschi, realizzati direttamente nel laboratorio, si utilizzavano invece i telai manuali a jacquard, riproducendo motivi decorativi disegnati dallo xilografo marchigiano Bruno Marsili detto Bruno da Osimo e trasferiti poi su cartoni dalla ditta specializzata Chichizola di Milano.

### Anni trenta e quaranta
Negli anni trenta il laboratorio, trasferitosi nel palazzo Baldelli Marsciani di via Bontempi (di proprietà della famiglia del marito di Eleonora, figlia di Giuditta, sposa del conte Cesare Augusto Baldelli Bombelli.) e con oltre venti addetti, lavorava soprattutto per i mercati esteri, i principali clienti per la maggior parte delle botteghe artigianali dell'epoca. In particolare gli Stati Uniti, e l'America in generale, apprezzavano i ricami, i merletti e i tessuti della produzione artigianale italiana, mostrandosi clienti sempre fedeli.
Tuttavia, con la proclamazione dell'autarchia da parte di Mussolini, il laboratorio subì un forte danno economico, avendo i suoi clienti più importanti a Boston, Philadelphia e New York, ma riuscì comunque a sopravvivere agli eventi bellici, spostando i telai a jacquard per la produzione dei tessuti artistici perugini nell'abitazione della stessa Giuditta in via Baglioni, mentre le stoffe rustiche continuavano a essere realizzate dalle tessitrici di campagna. 
Il principale cliente del laboratorio Brozzetti, almeno fino alla fine degli anni quaranta, fu Gondrand, colosso commerciale statunitense, per cui venivano realizzati articoli specifici, sottopiatti e centritavola in rafia di vari colori, con un quantitativo di dodicimila pezzi per ordine. Purtroppo, a causa della concorrenza asiatica nel mercato americano, anche quest'ultimo cliente venne meno e la produzione del laboratorio fu indirizzata quasi interamente al mercato nazionale, vedendo la ditta sempre più presente alle importanti manifestazioni fieristiche italiane (Fiera campionaria di Milano, Mostra internazionale dell'artigianato, Fiera del Levante).

### Dagli anni cinquanta agli anni novanta
Agli inizi degli anni cinquanta Giuditta lasciò l'attività alla figlia Tina Brozzetti Bracceschi, che ne trasferì la sede nella sua abitazione in Corso Cavour 25 nel centro storico di Perugia, ma il 4 febbraio 1957 il laboratorio fu rilevato dalle sorelle Eleonora Brozzetti in Baldelli Bombelli e Gabriella Brozzetti Ricciarelli che ampliarono la produzione con l'introduzione di stoffe per l'abbigliamento e di una linea di modelli propri, spostando la sede dell'azienda a Monteripido, nei pressi di Perugia, dove rimarrà fino al 1996. Nel 1957 era presente alla Triennale di Milano.
A partire dagli anni settanta per la ditta iniziò un periodo di declino economico e, alla fine degli anni ottanta, lavoravano nell'azienda solo tre giovani tessitrici, raggiungendo il minimo storico degli addetti. Nel 1993 Clara Baldelli Bombelli Cucchia, la nuova titolare subentrata alla madre Eleonora, decise quindi di trasformare l'attività in società cooperativa, sottoponendo al Comune di Perugia un progetto di recupero di un vecchio locale ormai inutilizzato per farne la nuova sede del laboratorio:  la chiesa sconsacrata di San Francesco delle Donne (primo insediamento francescano del XIII secolo), consegnata poi alla società cooperativa nell'ottobre del 1996.
Dal 1996 ai nostri giorni
Il trasferimento del laboratorio nei suggestivi locali della ex-chiesa di San Francesco delle Donne fu molto complicato, poiché è stato necessario smontare completamente tutti i telai settecenteschi ed ottocenteschi senza la possibilità di consultare nessun "esperto", ci sono voluti circa 8 mesi per smontare, rimontare e mettere in funzione i telai.
La location strepitosa e la possibilità di vedere i telai tutti insieme lungo la navata, ha spinto Clara Baldelli Bombelli (nipote di Giuditta) ad inoltrare la richiesta per divenire museo-laboratorio: nel 2004 l'atelier è entrato a far parte del Sistema Museale della Regione Umbria.
Clara inoltre ha dedicato la sua vita allo studio delle antiche Tovaglie Perugine, gloriosa produzione tessile medievale della nostra città, ricercando e riproducendo motivi i decorativi che le caratterizzano.
La pronipote di Giuditta, Marta Cucchia, della quarta generazione, oggi dirige il museo-laboratorio ed è la prima tessitrice di famiglia; avendo studiato architettura di interni a Milano ha iniziato a produrre una nuova linea di tessuti per l'arredamento della casa caratterizzata da combinazioni cromatiche e contaminazioni stilistiche , pur sempre mantenendo la storica produzione tradizionale del laboratorio. 
Nel laboratorio oggi si tengono corsi di tessitura e visite guidate .

## La produzione

### I fondi
I tessuti artistici realizzati dal laboratorio presentano alcune caratteristiche particolari che rendono i prodotti dell'azienda riconoscibili. La stessa Giuditta Brozzetti inventò un particolare fondo (armatura) detto "trina": un tessuto leggero e trasparente che presenta dei piccoli disegni geometrici romboidali, con un effetto traforato che ricorda un merletto. La "trina" è un segno distintivo del laboratorio ed è un tessuto che si presta soprattutto per realizzare tovaglie e tende.
Anche "l'occhietto" o "occhio di pernice" è un fondo altrettanto importante e utilizzato, ma non è esclusivo del laboratorio. Si tratta di un motivo geometrico con effetto a rilievo da cui si ottiene un tessuto più pesante e, per questo, adatto per guide, arazzi e copritavoli.

### I disegni
Dal 1921 il laboratorio Brozzetti ha raccolto una grande quantità di disegni su cartoni per telai a jacquard, dando vita a un patrimonio dal valore inestimabile. Tutti i disegni dei tessuti rustici scelti dal laboratorio Brozzetti provengono dalla tradizione contadina del territorio perugino. Giuditta Brozzetti non ha infatti modificato nulla, ma ha selezionato con grande cura e attenzione una serie di disegni da tessere poi con un solo "rimettaggio", un sistema particolare di posizionamento dei fili dell'ordito nelle maglie dei licci, diventato poi caratteristico dell'azienda. Di fronte a un motivo particolarmente interessante, Giuditta ne realizzava uno schizzo per poi disegnare comodamente su uno sgabello pieghevole che portava sempre con sé, insieme anche a un blocco e alle matite. Proprio in questo modo nacque il disegno "San Pietro", copiato da un intarsio del coro ligneo rinascimentale presente nella chiesa di San Pietro a Perugia. Lo stesso metodo fu impiegato per i disegni provenienti dalle tovaglie perugine donate dal professore Mariano Rocchi nel 1907 al Comune di Perugia ("Leoni rampanti", "Grifetti", "Cervi con fontana", "Cani con collare" e "Fiordaliso"). Altri disegni provengono da varie tovaglie perugine antiche provenienti da collezioni private (come "Leoni Stilizzati", "Lepri", "Unicorni", "Chimere" ed "Uccellini"), altri ancora invece sono ripresi da lampassi e stoffe ricamate del medioevo e del rinascimento ("Re Salomone", e "Settesoli").
Tra i disegni più importanti della tradizione umbra: "belige" o "blige" (una spina di pesce bassa che pare richiamare il movimento ondoso dell'acqua, il cui nome deriva molto probabilmente da "bilico", per il movimento a bilancia dei pedali), "Madonnina" (piccoli esagoni che rievocano la cornice del dipinto raffigurante la "Madonna delle Grazie", protettrice della bambine, situata nella Cattedrale di San Lorenzo a Perugia), "graticcia" (un reticolato di rombi che rimanda alla graticola del martirio di San Lorenzo) e "dama" (fasce di decoro geometrico che richiamano i fregi etruschi e romani, le ceramiche e le stoffe dipinte sugli affreschi delle tombe, intervallato da tessuto a "belige").

### Simbologia
I significati dei vari motivi decorativi sono stati decifrati con certezza solo in parte, molto spesso si tratta di ipotesi e congetture, mentre in alcuni casi la simbologia è ancora ignota. Nel disegno "Grifi con fontana" sono raffigurati due simboli chiave di Perugia (il Grifo, emblema della città, e la Fontana Maggiore), il motivo decorativo delle "Lepri" rappresenta l'innocenza (e, se inseguita da un cane o da un lupo, si ricollega ai concetti di matrimonio e amore), mentre "I Cervi con fontana" potrebbero simboleggiare la virtù che si abbevera alla fonte della saggezza. Infine gli "Uccellini", che nei tessuti dell'azienda Brozzetti sono intervallati da piccole rose a otto petali, potrebbero avere un significato religioso (questi stessi disegni sono stati ritrovati, infatti, anche nei bassorilievi delle tombe etrusche e nelle antiche tovaglie d'altare perugine rappresentate nell'arte figurativa del trecento e quattrocento).